# Txerevitxki
Les sabatilles (títol original en rus: Черевички, Txerevitxki) és una òpera fantàstico-còmica en quatre actes (8 escenes) amb música de Piotr Ilitx Txaikovski i llibret en rus de Yákov Polonski, basat en el relat de Nikolai Gógol La Nit de Nadal, inclòs en les Vetllades a la granja de Dikanka. L'òpera és la versió revisada de la primerenca òpera de Txaikovski, Vakula el ferrer; amb el llibret revisat per Txaikovski i Nikolai Txàiev. Es va estrenar al Teatre Bolxoi de Moscou el 31 de gener de 1887.
L'única òpera còmica de Txaikovski pren l'argument d'un conte de Gógol que conté una barreja de realitat i fantasia, i ofereix una imatge pintoresca i característica de la vida d'Ucraïna i de la cort imperial d'aquella època. Un dels personatges importants de l'acció és el mateix diable, que es troba en relacions amb Solókha, una vilatana ucraïnesa i semibruixa, el fill de la qual, el ferrer Vakula, és el protagonista de l'acció. Un seguit de fets extraordinaris tenen lloc per la conducta de la capritxosa Oksana en els seus amors amb Vakula.

## Personatges
- Vakula, un ferrer (tenor) - Dmitri Usátov
- Soloja, mare de Vakula, una bruixa (mezzosoprano) - A. V. Svyatlóvskaya
- Chub, un cosac d'avançada edat (baix) - I. V. Matchinsky
- Oksana, filla de Chub (soprano) - Maria Kliméntova-Múromtseva
- Un diable de l'infern, un personatge fantàstic malvat (baix) - Bogomir Korsov
- Mestre d'escola (tenor) - Aleksandr Dodonov
- Pa Golová, amic de Chub (baix) V. S. Streletsky
- Panás, amic de Chub (tenor) P. N. Grigóryev
- La seva Altesa (baix) - Pável Jojlov
- Mestre de cerimònies (baix) - R. V. Vasílyevsky
- Ajudant (tenor)
- Vell cosac (baix)
- Follet de fusta (baix)
- cor de papers muts, nois, noies, ancians, tocadors de gusli, rusalki, esperits de la fusta, ressò, esperits, dames de la cort i cavallers, zaporoges

## Argument

### Acte I
A Dikanka, llogaret d'Ucraïna, durant la Nit de Nadal. En el primer quadre apareix un dels carrers del lloc, on els mossos es lliuren als cants i jocs tradicionals en aquesta nit. El diable, que, segons queda dit, sent una gran passió per Soloktia, en canvi detesta al seu fill, per haver-se burlat d'ell en una caricatura, i vol venjar-se, preparant-li una trampa. Quan el mosso es disposa, –com de costum–, a dirigir-se a casa de la seva nòvia per passar la vetllada en absència del seu pare, el diable fa desencadenar una gran tempesta, mentre es porta pels aires a la seva estimada Solokha. Això motiva, d'una altra banda, que el vell Chub, pare de Oksana, s'extraviï pel carrer a causa de la foscor i de l'estat d'embriaguesa en què es troba.
Canvia la decoració i apareix l'interior de la casa d'Oksana. La bonica i capritxosa noia, estima en secret a Vakula, però es diverteix amb ell fent-lo víctima de les seves burles i capricis. Així esdevé quan, aplacada ja la tempesta, compareix el pretendent entusiasmat, mentre ella es complau en fer-lo sortir de polleguera. En aquesta situació es troba l'ancià pare que per fi troba la seva casa; però aquell no el reconeix per l'estat d'excitació en què es troba, i el treu de la casa amb violència. Oksana el reprèn per això, però ell, per castigar la seva fredor d'abans, l'abandona també, deixant-la aquest cop desesperada davant la por de perdre l'afecte del seu nuvi.

### Acte II
A casa de la bruixa, aquesta i el diable tornen de la seva excursió nocturna, entrant per la xemeneia, i mentre es lliuren al plaer de
la dansa, arriba Golova, un altre vell vilatà, també enamorat d'aquella. El diable, atemorit per la sorpresa, s'amaga en un dels diversos sacs que hi ha a l'estada. Mentre el vell entaula el seu amorós col·loqui, se sent un soroll, i no trobant cap més sortida Golova s'amaga en un altre sac. El nouvingut és el sagristà de l'església, que també festeja Solokha. Una nova escena d'amor i una nova interrupció per un altre soroll exterior, que obliga el sagristà a ficar-se en el tercer sac. El quart pretendent és el mateix pare d'Oksana, i quan li toca el torn d'amagar-se, per arribar el singlot de Solokha i no havent-hi ja més sacs buits, es veu obligat a amagar-se al mateix sac del sagristà. Segueix una escena altament còmica, el quintet dels sacs, amb Vakula que acaba carregant amb tots. Distret i preocupat per la indiferència d'Oksana, carrega amb el del diable sobre l'esquena, i també s'emporta els restants tot arrossegant-los.
Al carrer del poble, on continua la interrompuda Nit de Nadal, compareix Vakula, arrossegant els sacs entre la sorpresa dels seus companys, que van de gresca. Arriba també Oksana, en persecució del seu nuvi, per fer-lo, una vegada més, víctima de les seves coqueteries. Vakula, per acabar d'una vegada amb la indiferència de la noia, es brinda a aconseguir la prova d'amor que a ella se li acudeixi, per difícil que sigui. Oksana li manifesta que només es casaria amb ell si fos capaç de portar-li uns tapins iguals als que calça la tsarina. El nuvi es pensa que amb això només tracta de riure's d'ell, i fuig desesperat abandonant els tres sacs, dels quals en surten els presoners, enmig de la general sorpresa i consegüent gatzara.

### Acte III
En ple camp, en un paisatge d'hivern, arriba Vakula, errant a la ventura, portant el més petit dels sacs, i d'ell sorgeix ara el diable, qui li ofereix la manera de poder realitzar l'inaudit caprici de la seva adorada. Tanquen tracte, i tot seguit es traslladen a Petrograd per penetrar en el palau imperial.
A l'avantcambra del palau, arriba Vakula amb el diable disfressat. Aquest, valent-se de les seves astúcies, aconsegueix que tots dos siguin presentats al primer ministre i favorit de la tsarina. En un dels salons de la cort, mentre se celebra una fastuosa festa a la que assisteixen, convidats, el ferrer i el seu company. El príncep, seduït per la ingenuïtat del vilatà, accedeix a la seva petició, regalant-li un parell de sabattilles («cherevichki» en rus) de la tsarina, de manera que tots dos emprenen triomfants la tornada al seu llogaret.

### Acte IV
A la plaça de l'església del poble, mentre la gent surt de missa i la mare i la núvia de Vakula lamenten desesperades la seva absència, arriba aquest portant la prova d'amor que ha de conquistar-la per sempre. Ella accedeix, per fi, a casar-se amb el mosso, i els circumstants festegen als nuvis amb el consegüent alegria.

## Representacions
L'estrena va tenir lloc el 31 de gener de 1887 [antiga datació: 19 de gener] al Teatre Bolxoi de Moscou dirigida per Txaikovski (qui es va estrenar també com a director) amb la direcció escènica de A. I. Bartsal i K. F. Valts. Al segle xx l'òpera es va representar molt rarament, reposada sobretot a Rússia i la URSS.